# Tissa Balasuriya
Tissa Balasuriya (29 agosto 1924 – Colombo, 17 gennaio 2013) è stato un teologo e presbitero singalese.

## Biografia
Nato in un piccolo villaggio vicino alla città di Anurādhapura da una famiglia della classe media, Balasuriya ha frequentato le scuole cattoliche. Conclusa la scuola secondaria superiore si è iscritto all'Università di Ceylon, dove nel 1945 ha conseguito il diploma universitario in economia. Maturata la vocazione religiosa, è entrato nella congregazione dei Missionari oblati di Maria Immacolata e nel 1946 ha pronunciato la prima professione di fede. Si è quindi recato a studiare a Roma alla Pontificia Università Gregoriana, dove ha conseguito la licenza in filosofia e teologia. Nel 1952 è stato ordinato prete. Successivamente ha studiato all'università di Oxford, dove ha conseguito un diploma in economia agraria. Si è poi recato a Parigi, dove ha studiato sociologia all'Institut catholique de Paris. Tornato nello Sri Lanka, è diventato professore di teologia e filosofia all'Aquinas University College a Colombo e nel 1964 è nominato rettore. Nel 1971, turbato da una violenta protesta giovanile repressa con durezza dal governo, Balasuriya si è dimesso dall'Aquinas College e ha fondato il Centre for Society and Religion, di cui ha assunto la direzione. Nel 1976 è stato tra i fondatori dell'Ecumenical Association of Third World Theologian, di cui per dieci anni è stato coordinatore per l'Asia. Dal 1985 al 1992 è stato direttore della rivista Voices of Third World Theology. Nel 1994 ha lasciato l'incarico di direttore del Centre for Society and Religion, ma ha continuato a lavorare per l'organizzazione. Nel corso della sua attività, Balasuriya ha scritto numerosi articoli e alcuni libri.

## Scomunica
Nel 1994 Balasuriya è stato condannato dai vescovi dello Sri Lanka per il contenuto del suo libro Mary and the Human Liberation, in cui sosteneva che Maria era una donna forte e matura che voleva aiutare Gesù a lottare contro l'oppressione e non la pallida figura dell'iconografia rinascimentale. Nel 1996 il teologo singalese è stato indagato dalla Congregazione per la dottrina della fede. La sua memoria difensiva non è stata accettata e nel 1997 Balasuryia è stato scomunicato, ma l'anno successivo si è riconciliato con la Chiesa cattolica.

## Libri
- The Eucharist and Human Liberation
- Mary and Human Liberation: The Story
- Planetary Theology